# Takafumi Suzuki
Takafumi Suzuki (japanisch 鈴木 崇文 Suzuki Takafumi; * 17. November 1987 in Moriya) ist ein ehemaliger japanischer Fußballspieler.

## Karriere
Suzuki erlernte das Fußballspielen in der Schulmannschaft der Toin Gakuen High School und der Universitätsmannschaft der Gakugei-Universität Tokio. Seinen ersten Vertrag unterschrieb er 2010 beim FC Machida Zelvia. Der Verein spielte in der dritthöchsten Liga des Landes, der Japan Football League. Am Ende der Saison 2011 stieg der Verein in die J2 League auf. Für den Verein absolvierte er 87 Ligaspiele. 2013 wechselte er zum Ligakonkurrenten Fagiano Okayama. Für den Verein absolvierte er vier Ligaspiele. 2014 kehrte er zum Drittligisten FC Machida Zelvia zurück. 2015 wurde er mit dem Verein Vizemeister der J3 League und stieg in die J2 League auf. Für den Verein absolvierte er 87 Ligaspiele. 2017 wechselte er zum Ligakonkurrenten Thespakusatsu Gunma. Am Ende der Saison 201 stieg der Verein in die J3 League ab. Für den Verein absolvierte er 36 Ligaspiele. Ende 2018 beendete er seine Karriere als Fußballspieler.